# Anchieta (Belo Horizonte)
Pour les articles homonymes, voir Anchieta.
Anchieta est un quartier de la zone Sud de la ville de Belo Horizonte, la capitale du Minas Gerais, un des États fédérés du Brésil.

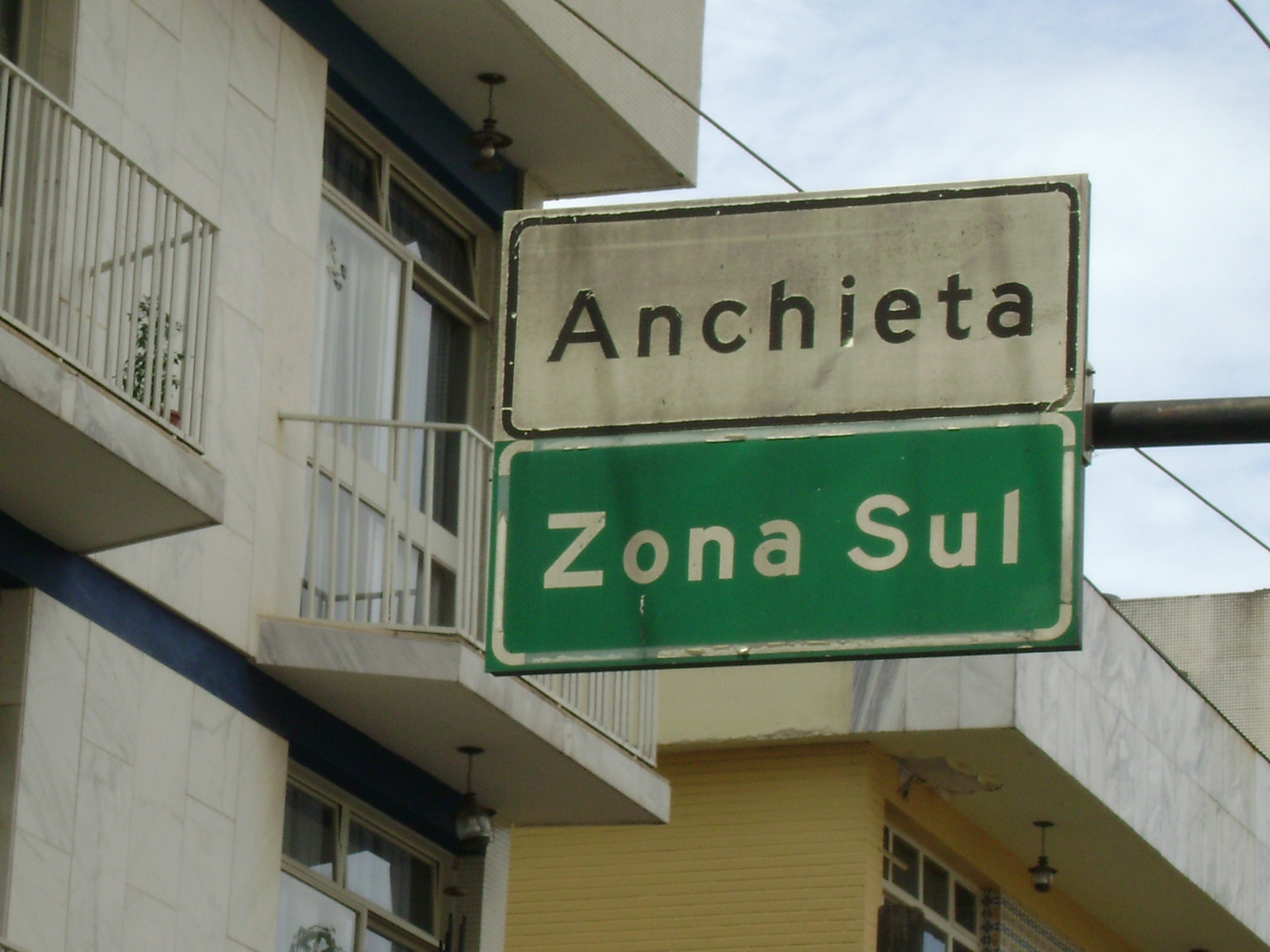